# Ben Bradlee
Ben Bradlee, ou Benjamin Crowninshield Bradlee (Boston, 26 de agosto de 1921 -  Washington, 21 de outubro de 2014), foi um jornalista estadunidense. Ben trabalhou por 26 anos no Washington Post, chegando ao cargo de editor-executivo.
Em 1965 entrou para o Washington Post como editor e foi o responsável por publicar matérias que denunciavam o governo norte-americano, baseadas em documentos secretos do Pentágono sobre a Guerra do Vietnã. Já editor-executivo, foi determinante nas denuncias do escândalo Watergate e deste episódio, foi retratado no filme "Todos os Homens do Presidente" (All the President's Men) de 1976, através do ator Jason Robards. Era um dos poucos que conheciam a verdadeira identidade do "Garganta Profunda".
Em sua gestão, o jornal conquistou 17 prêmios Pulitzer e trabalhou no "Washington" até 1991. Em 2013 foi condecorado, por Barack Obama, com a Medalha Presidencial da Liberdade.